# Isle of Man TT 1988
De TT van Man 1988 werd verreden van 3 juni tot 10 juni 1988 op de Snaefell Mountain Course op het eiland Man. Door de Interval-start reed men eigenlijk een tijdrace.

## Algemeen
De TT van Man oriënteerde zich steeds meer op de productieklassen, nu ook de Formule TT haar WK-status ging verliezen ten gunste van het wereldkampioenschap superbike. Joey Dunlop scoorde drie overwinningen, waardoor hij op een totaal van dertien kwam, één minder dan Mike Hailwood. Toch vestigde hij een record want hij was de eerste coureur in de geschiedenis van de TT die zes keer op rij dezelfde race (Formula One TT) won. 
Mick Boddice en Chas Birks wonnen beide zijspanraces. 
De TT van 1988 kostte het leven aan drie coureurs: bakkenist Ricky Dumble verongelukte al tijdens de trainingen op 2 juni toen hij met rijder Scott Renwick op Quarterbridge Road tegen een tuinmuur botste, Kenny Harmer kwam op 3 juni ten val bij Water Works Corner en op dezelfde dag verongelukte Brian Warburton bij Greeba Bridge nadat hij tijdens de Production Class C TT in botsing was gekomen met de latere Class D-winnaar Barry Woodland. 

## Hoofdraces

### Formula One TT
Zes ronden (364 km), tweetaktmotoren van 350- tot 500 cc, viertaktmotoren van 600- tot 1.000 cc.
Joey Dunlop had van Honda Racing Corporation niet de beschikking gekregen over zijn fabrieks-Honda RVF 750, maar startte op een "normale" Honda RC 30. Dat maakte echter weinig verschil. Gedecideerd leidde hij de race van start tot finish en hij eindigde ruim een minuut eerder dan Nick Jefferies met een identieke machine. Jefferies kon Dunlop geen moment bedreigen. Dat kon Steve Hislop aanvankelijk wel. Hislop had de standaard RC 30 waarmee hij de Production Class B TT had gewonnen voorzien van andere carburateurs, slicks en uitlaten en daarmee reed hij slechts 1 seconde langzamer dan Dunlop's ronderecord. Hij liep uiteindelijk 22 seconden achterstand op, maar toen kreeg hij bij Ballaugh Bridge een vastloper. Geoff Johnson kon Jefferies nog lang partij geven, maar moest met een gebarsten oliefilter opgeven bij Ballacraine. Roger Burnett werd daardoor derde, ondanks het feit dat hij 30 mijl (driekwart ronde) had gereden met een lege achterband. Carl Fogarty maakte het succes voor Honda compleet door vierde te worden. 

#### Uitslag Formula One TT
| Pos | Coureur         | Merk                    | Tijd      | Snelheid   |
| --- | --------------- | ----------------------- | --------- | ---------- |
| 1   | Joey Dunlop     | Shell-Gemini-Honda      | 1:56"50'2 | 116,25 mph |
| 2   | Nick Jefferies  | Honda                   | 1:57"58'2 | 115,13 mph |
| 3   | Roger Burnett   | Honda                   | 2:00"05'8 | 113,09 mph |
| 4   | Carl Fogarty    | Honda                   | 2:00"19'0 | 112,89 mph |
| 5   | Paul Iddon      | Bimota-Yamaha           | 2:00"28'2 | 112,74 mph |
| 6   | Mark Farmer     | Suzuki                  | 2:00"45'4 | 112,48 mph |
| 7   | Brian Morrison  | Honda                   | 2:01"51'6 | 111.46 mph |
| 8   | Steve Ward      | Suzuki                  | 2:02"05'2 | 111,25 mph |
| 9   | Dave Leach      | Padgett's-Bimota-Yamaha | 2:02"40'4 | 110,72 mph |
| 10  | Brian Reid      | Kawasaki                | 2:02"50'2 | 110,57 mph |
| 11  | Barry Woodland  | Loctite-Bimota-Yamaha   | 2:03"59'0 | 109,55 mph |
| 12  | George Linder   | Yamaha                  | 2:04"20'2 | 109,24 mph |
| 13  | Robert Dunlop   | Honda                   | 2:04"25'6 | 109,16 mph |
| 14  | Phil Nichols    | Yamaha                  | 2:04"27'0 | 109,14 mph |
| 15  | Kevin Wilson    | Suzuki                  | 2:04"37'2 | 108,99 mph |
| 16  | Bob Heath       | Yamaha                  | 2:04"48'0 | 108,83 mph |
| 17  | Ian Young       | Suzuki                  | 2:05"08'0 | 108,54 mph |
| 18  | Bob Jackson     | Suzuki                  | 2:05"15'2 | 108,44 mph |
| 19  | Robert Hayes    | Kawasaki                | 2:05"32'0 | 108,20 mph |
| 20  | Malcolm Wheeler | Suzuki                  | 2:05"52'6 | 107,90 mph |
| DNF | Geoff Johnson   | Bimota-Yamaha           |           |            |
| DNF | Roger Hurst     | Kawasaki                |           |            |
| DNF | Trevor Nation   | Suzuki                  |           |            |
| DNF | Phil Mellor     | Suzuki                  |           |            |
| DNF | Roger Marshall  | Heron-Suzuki            |           |            |
| DNF | James Whitham   | Suzuki                  |           |            |
| DNF | Steve Hislop    | Honda                   |           |            |
| DNF | Denis Ireland   | Onbekend                |           |            |
| DNF | Iain Duffus     | Onbekend                |           |            |
| DNF | Ian Lougher     | Onbekend                |           |            |
| DNF | Tony Rutter     | Onbekend                |           |            |

### Sidecar TT Race A
Drie ronden, zijspancombinaties met viertaktmotoren tot 750 cc (gekleurde achtergrond: Sidecar Formula Two, zijspancombinaties met tweetaktmotoren tot 350 cc)
Na twee jaar was Mick Boddice herenigd met Chas Birks, die tijdens de TT van 1986 bij Greeba Bridge uit het zijspan gevallen was. Samen wonnen ze de met groot gemak de eerste zijspanrace, mede doordat ze een 72 liter-tank hadden gemonteerd waardoor ze geen tankstop hoefden te maken. Alleen Tony Baker kon Boddice bedreigen, maar hij had niet zo'n grote tank en hij kwam bij Creg-ny-Baa zonder benzine te staan. 
De Formula Two-klasse werd gewonnen door Michael Hamblin en Robert Smith.

#### Uitslag Sidecar TT Race A
| Pos | Coureur          | Bakkenist         | Merk             | Tijd      | Snelheid   |
| --- | ---------------- | ----------------- | ---------------- | --------- | ---------- |
| 1   | Mick Boddice     | Chas Birks        | Ireson-Yamaha    | 1:03"54'4 | 106,26 mph |
| 2   | Kenny Howles     | Steve Pointer     | Ireson-Yamaha    | 1:04"15'4 | 105,69 mph |
| 3   | Lowry Burton     | Pat Cushnahan     | Ireson-Yamaha    | 1:04"21'4 | 105,52 mph |
| 4   | Derek Plummer    | Brian Marris      | Ireson-Yamaha    | 1:05"16'4 | 104,04 mph |
| 5   | Dave Hallam      | Steve Parker      | Windle-Yamaha    | 1:05"24'2 | 103,83 mph |
| 6   | Dave Molyneux    | Alan Langton      | Padgett's-Yamaha | 1:05"37'6 | 103,48 mph |
| 7   | Michael Burcombe | Colin Hardman     | Ireson-Yamaha    | 1:05"41'6 | 103,37 mph |
| 8   | Dennis Brown     | Billie Nelson     | Yamaha           | 1:05"46'6 | 103,26 mph |
| 9   | Artie Oates      | John Gibbard      | Yamaha           | 1:07"17'6 | 100,92 mph |
| 10  | Eric Cornes      | Graham Wellington | Ireson-Yamaha    | 1:08"14'4 | 99,52mph   |
| 11  | Alan May         | Ian Finch         | Skilicorn-Yamaha | 1:09"04'8 | 98,31 mph  |
| 12  | Helmut Lünemann  | Michael Cain      | Yamaha           | 1:09"29'2 | 97,73 mph  |
| 13  | Rod Bellas       | Geoff Knight      | Suzuki           | 1:09"42'8 | 97,41 mph  |
| 14  | Steve Pullan     | Tony Darby        | Ireson-Yamaha    | 1:10"12'4 | 96,73 mph  |
| 15  | Ian Pugh         | David Samuel      | Yamaha           | 1:10"29'4 | 96,34 mph  |
| 16  | Gordon Shand     | Johnny Shedden    | Suzuki           | 1:10"54'0 | 95,78 mph  |
| 17  | Michael Hamblin  | Robert Smith      | F2 Shellbourne   | 1:11"35'4 | 94,86 mph  |
| 18  | Goronwy Davies   | Pat Chappell      | Yamaha           | 1:11"57'4 | 94,38 mph  |
| 19  | Dave Saville     | Dave Hall         | F2 Sabre         | 1:12"08'6 | 94,13 mph  |
| 20  | Dick Hawes       | Eddie Kiff        | F2 Ireson-Yamaha | 1:12"44'4 | 93,36 mph  |
| 22  | John Holden      | D. Burgess        | F2 Yamaha        | 1:13"04'2 | 92,94 mph  |
| 23  | Des Founds       | Gary Irlam        | F2 Yamaha        | 1:13"12'6 | 92,76 mph  |
| 28  | Pat Gallagher    | D. Gent           | F2 Derbyshire    | 1:14"54'4 | 90,66 mph  |
| 32  | Allistair Lewis  | William Annandale | F2 Yamaha        | 1:19"08'4 | 85,81 mph  |
| 33  | Derry Casson     | M. Ellis          | F2 C&B Yamaha    | 1:20"15'4 | 84,62 mph  |
| DNF | Roy Hanks        | Tom Hanks         | F2 Nrth          |           |            |
| DNF | Tony Baker       | James Cochrane    | Onbekend         |           |            |

### Junior TT
Vier ronden (243 km), tweetaktmotoren tot 250cc, Formule 2 klasse: viertaktmotoren tot 600 cc.
Ook de Junior TT werd gewonnen door Joey Dunlop, die met zijn Honda RS 250 zijn twaalfde TT-zege behaalde. De EMC-Rotax-motoren, die in het wereldkampioenschap niet konden opboksen tegen de Honda's en de Yamaha TZ 250's deden het hier met Brian Reid en Eddie Laycock erg goed met de tweede en de derde plaats. De geïntegreerde Junior "Formula Two"-klasse met viertaktmotoren tot 600 cc werd gewonnen door Brian Morrison, die in de totaaluitslag vierde werd. Morrison had met zijn Honda CBR 600 ook al de Production Class C TT gewonnen.

#### Uitslag Junior TT
| Pos | Coureur         | Merk               | Tijd      | Snelheid   |
| --- | --------------- | ------------------ | --------- | ---------- |
| 1   | Joey Dunlop     | Shell Gemini-Honda | 1:20"56'6 | 111,87 mph |
| 2   | Brian Reid      | EMC-Rotax          | 1:21"16'0 | 111,42 mph |
| 3   | Eddie Laycock   | EMC-Rotax          | 1:21"58'4 | 110,46 mph |
| 4   | Brian Morrison  | Honda              | 1:22"16'8 | 110,05 mph |
| 5   | Johnny Rea      | Yamaha             | 1:23"08'4 | 108,91 mph |
| 6   | Steve Cull      | Honda              | 1:23"11'2 | 108,85 mph |
| 7   | Bob Heath       | Yamaha             | 1:23"13'8 | 108,79 mph |
| 8   | Mike Seward     | Honda              | 1:23"31'4 | 108,41 mph |
| 9   | Steve Willams   | Yamaha             | 1:23"32'0 | 108,40 mph |
| 10  | Ian Young       | Honda              | 1:24"04'4 | 107,70 mph |
| 11  | Kevin Mawdsley  | Honda              | 1:24"13'0 | 107,52 mph |
| 12  | Craig Ryding    | Yamaha             | 1:24"23'4 | 107,30 mph |
| 13  | Dave Leach      | Padgett's-Yamaha   | 1:24"41'8 | 106,91 mph |
| 14  | Bob Jackson     | Honda              | 1:25"18'8 | 106,14 mph |
| 15  | Robert Talton   | Honda              | 1:25"54'2 | 105,41 mph |
| 16  | Pete Boast      | Honda              | 1:26"16'8 | 104,95 mph |
| 17  | Chris Faulkner  | Yamaha             | 1:26"25'2 | 104,78 mph |
| 18  | Derek Glass     | Honda              | 1:26"26'4 | 104,75 mph |
| 19  | Richard Coates  | Yamaha             | 1:26"45'8 | 104,36 mph |
| 20  | Steve Henshaw   | Honda              | 1:26"55'2 | 104,17 mph |
| 24  | Steve Hislop    | Yamaha             | 1:27"27'2 | 103,54 mph |
| 27  | Ray Knight      | Honda              | 1:28"51'2 | 101,91 mph |
| 37  | Tony Rutter     | Honda              | 1:31"10'8 | 99,31 mph  |
| DNF | Carl Fogarty    | Onbekend           |           |            |
| DNF | Ray Swann       | Onbekend           |           |            |
| DNF | Robert Dunlop   | Onbekend           |           |            |
| DNF | Graeme McGregor | Onbekend           |           |            |

### Sidecar TT Race B
Drie ronden, zijspancombinaties met viertaktmotoren tot 750 cc (gekleurde achtergrond: Sidecar Formula Two, zijspancombinaties met tweetaktmotoren tot 350 cc).
In de tweede zijspanrace had Mick Boddice het moeilijker omdat al in de eerste ronde zijn koppeling stuk ging. Kenny Howles had twee seconden voorsprong, tot zijn ketting los ging zitten en over de tandwielen draaide. Boddice won alsnog en Howles verloor zijn tweede positie aan Lowry Burton. 
De Formula Two-klasse werd gewonnen door Dave Saville en Dave Hall.

#### Uitslag Sidecar TT Race B
| Pos | Coureur          | Bakkenist         | Merk             | Tijd      | Snelheid   |
| --- | ---------------- | ----------------- | ---------------- | --------- | ---------- |
| 1   | Mick Boddice     | Chas Birks        | Ireson-Yamaha    | 1:03"47'4 | 106,46 mph |
| 2   | Lowry Burton     | Pat Cushnahan     | Ireson-Yamaha    | 1:04"06'4 | 105,93 mph |
| 3   | Kenny Howles     | Steve Pointer     | Ireson-Yamaha    | 1:04"35'8 | 105,13 mph |
| 4   | Dave Hallam      | Steve Parker      | Windle-Yamaha    | 1:05"06'6 | 104,30 mph |
| 5   | Michael Burcombe | Colin Hardman     | Ireson-Yamaha    | 1:05"16'4 | 104,04 mph |
| 6   | Derek Plummer    | Brian Marris      | Ireson-Yamaha    | 1:05"18'8 | 103,98 mph |
| 7   | Martin Murphy    | J. Cushnahan      | Yamaha           | 1:07"32'0 | 100,56 mph |
| 8   | Artie Oates      | John Gibbard      | Yamaha           | 1:07"44'0 | 100,26 mph |
| 9   | Eric Cornes      | Graham Wellington | Ireson-Yamaha    | 1:07"59'0 | 99,89 mph  |
| 10  | Steve Pullan     | Tony Darby        | Ireson-Yamaha    | 1:08"41'4 | 98,87 mph  |
| 11  | Rod Bellas       | Geoff Knight      | Suzuki           | 1:08"52'8 | 98,59 mph  |
| 12  | Gordon Shand     | Johnny Shedden    | Suzuki           | 1:08"55'0 | 98,54 mph  |
| 13  | Helmut Lünemann  | Michael Cain      | Yamaha           | 1:09"27'4 | 97.77 mph  |
| 14  | Neil Smith       | Dave Wells        | Yamaha           | 1:09"32'0 | 97,67 mph  |
| 15  | Dave Saville     | Dave Hall         | F2 Sabre         | 1:10"24'0 | 96,46 mph  |
| 16  | Dennis Keen      | Rob Parker        | F2 Yamaha        | 1:10"51'4 | 95,84 mph  |
| 17  | Goronwy Davies   | Pat Chappell      | Yamaha           | 1:11"32'2 | 84,93 mph  |
| 18  | Michael Hamblin  | Robert Smith      | F2 Shellbourne   | 1:11"45'6 | 94,64 mph  |
| 19  | Derek Rumble     | Steve Wilson      | Rumble-Suzuki    | 1:11"46'6 | 94,61 mph  |
| 20  | Gerrard Flynn    | Richard Burgess   | F2 Yamaha        | 1:12"04'4 | 94,22 mph  |
| 23  | Joe Heys         | C. Heifti         | F2 Heys          | 1:13"29'8 | 92,40 mph  |
| 24  | Des Founds       | Gary Irlam        | F2 Yamaha        | 1:13"39'8 | 92,19 mph  |
| 30  | John Booth       | Karl Roberts      | F2 Yamaha        | 1:19"06'0 | 85,85 mph  |
| 32  | Alan Shand       | Neil Miller       | F2 Ireson-Yamaha | 1:20"12'4 | 84,67 mph  |
| DNF | Dave Molyneux    | Alan Langton      | Padgett's-Yamaha |           |            |

### Senior TT
Drie ronden (182 km), alle motoren van 300- tot 1.000 cc.
In de Senior TT kreeg Joey Dunlop met zijn Honda RC 30 tegenstand van Steve Cull met zijn 500cc-Honda RS 500. Cull verbeterde het ronderecord tot 119,08 mph, maar kreeg motorproblemen. Eerst viel hij terug naar de vierde plaats, maar tussen Creg-ny-Baa en Brandish Corner vloog zijn machine in brand. Terwijl Cull moest toezien hoe zijn Honda volledig uitbrandde won Dunlop zijn dertiende TT-race voor Steve Hislop en Geoff Johnson.

#### Uitslag Senior TT
| Pos | Coureur          | Merk               | Tijd      | Snelheid   |
| --- | ---------------- | ------------------ | --------- | ---------- |
| 1   | Joey Dunlop      | Shell Gemini-Honda | 1:55"42'6 | 117,38 mph |
| 2   | Steve Hislop     | Honda              | 1:56"33'2 | 116,53 mph |
| 3   | Geoff Johnson    | Bimota-Yamaha      | 1:57"14'8 | 115,84 mph |
| 4   | Roger Marshall   | Heron-Suzuki       | 1:58"12'0 | 114,91 mph |
| 5   | Roger Burnett    | Honda              | 1:58"25'8 | 114,69 mph |
| 6   | Brian Morrison   | Honda              | 1:59"01'6 | 114,11 mph |
| 7   | Carl Fogarty     | Honda              | 1:59"13'8 | 113,92 mph |
| 8   | Eddy Laycock     | Honda              | 1:59"26'2 | 113,72 mph |
| 9   | Steve Ward       | Suzuki             | 2:00"09'6 | 113,03 mph |
| 10  | Sam McClements   | Honda              | 2:01"03'4 | 112,20 mph |
| 11  | Mark Farmer      | Suzuki             | 2:01"25'8 | 111,85 mph |
| 12  | Robert Dunlop    | Honda              | 2:01"27'8 | 111,82 mph |
| 13  | Robert Hayes     | Kawasaki           | 2:02"15'0 | 111,10 mph |
| 14  | Kevin Wilson     | Suzuki             | 2:02"17'8 | 111,06 mph |
| 15  | Mark Phillips    | Bimota-Yamaha      | 2:02"22'2 | 110,99 mph |
| 16  | Phil Mellor      | Heron-Suzuki       | 2:02"38'6 | 110,75 mph |
| 17  | Tony Moran       | Yamaha             | 2:03"04'6 | 110,36 mph |
| 18  | Brian Reid       | Harris-Kawasaki    | 2:03"08'8 | 110,29 mph |
| 19  | Gary Tate        | Yamaha             | 2:04"13'0 | 109,34 mph |
| 20  | Malcolm Wheeler  | Yamaha             | 2:04"23'8 | 109,18 mph |
| 25  | Ian Lougher      | Yamaha             | 2:04"23'8 | 109,18 mph |
| 30  | Ray Knight       | Suzuki             | 2:06"24'0 | 107,45 mph |
| 33  | Simon Buckmaster | Norton             | 2:06"43'6 | 107,18 mph |
| 44  | Trevor Nation    | Norton             | 2:08"07'2 | 106,01 mph |
| 63  | Tony Rutter      | Suzuki             | 2:18"29'0 | 98,08 mph  |
| 68  | Dave Leach       | Suzuki             | 2:20"55'2 | 96,38 mph  |
| DNF | Nick Jefferies   | Honda              |           |            |
| DNF | Steve Henshaw    | Onbekend           |           |            |
| DNF | Barry Woodland   | Onbekend           |           |            |
| DNF | Steve Cull       | Honda              |           |            |
| DNF | Denis Ireland    | Onbekend           |           |            |
| DNF | James Whitham    | Onbekend           |           |            |
| DNF | Iain Duffus      | Onbekend           |           |            |

## Overige races

### Production Class A TT
Vier ronden (243 km), tweetaktmotoren van 501- tot 750 cc en viertaktmotoren van 751- tot 1.300 cc.
De Production Class A TT was enorm spannend. Er ontwikkelde zich een duel tussen twee Yamaha-rijders, Dave Leach en Geoff Johnson. Uiteindelijk won Leach met 0,8 seconde voorsprong, maar Johnson verbeterde het oude ronderecord van Trevor Nation door een ronde van 116,55 mijl per uur te rijden. 

#### Uitslag Production Class A TT
| Pos | Coureur         | Merk             | Tijd      | Snelheid   |
| --- | --------------- | ---------------- | --------- | ---------- |
| 1   | Dave Leach      | Padgett's-Yamaha | 1:19"12'2 | 114,32 mph |
| 2   | Geoff Johnson   | Loctite-Yamaha   | 1:19"13'0 | 114,30 mph |
| 3   | Kevin Wilson    | Suzuki           | 1:19"33'8 | 113,81 mph |
| 4   | Phil Mellor     | Heron-Suzuki     | 1:20"22'6 | 112,65 mph |
| 5   | Robert Hayes    | Kawasaki         | 1:20"55'0 | 111,90 mph |
| 6   | Nick Jefferies  | Honda            | 1:21"00'8 | 111,77 mph |
| 7   | Roger Hurst     | Kawasaki         | 1:21"30'8 | 111,08 mph |
| 8   | Mike Seward     | Yamaha           | 1:21"44'8 | 110,77 mph |
| 9   | Howard Selby    | Suzuki           | 1:21"49'0 | 110,67 mph |
| 10  | Roger Marshall  | Heron-Suzuki     | 1:21"49'6 | 110,66 mph |
| 11  | Paul Hunt       | Kawasaki         | 1:22"07'4 | 110,26 mph |
| 12  | Iain Duffus     | Yamaha           | 1:22"16'8 | 110,05 mph |
| 13  | Brian Morrison  | Honda            | 1:22"29'2 | 109,77 mph |
| 14  | Steve Henshaw   | Yamaha           | 1:22"30'8 | 109,74 mph |
| 15  | Gary Thrush     | Yamaha           | 1:22"45'2 | 109,42 mph |
| 16  | Malcolm Wheeler | Yamaha           | 1:22"46'2 | 109,40 mph |
| 17  | Kevin Mawdsley  | Yamaha           | 1:23"03'2 | 109,82 mph |
| 18  | Barry Woodland  | Loctite-Yamaha   | 1:23"05'6 | 108,97 mph |
| 19  | Phil Hogg       | Yamaha           | 1:23"17'4 | 108,71 mph |
| 20  | Steve Dowey     | Yamaha           | 1:23"23'6 | 108,58 mph |
| 25  | Ray Swann       | Kawasaki         | 1:24"38'6 | 106,90 mph |
| 26  | Ray Knight      | Suzuki           | 1:24"46'0 | 106,82 mph |
| 35  | Neil Tuxworth   | Yamaha           | 1:25"56'8 | 104,14 mph |
| DNF | Trevor Nation   | Onbekend         |           |            |

### Production Class B TT
Vier ronden (243 km), tweetaktmotoren van 401- tot 500 cc en viertaktmotoren van 601- tot 750 cc.
Steve Hislop en Brian Morrison moesten na elke ronde stoppen om hun Honda RC 30's vol te tanken, maar desondanks domineerden ze de Production Class B TT. Hislop won met 12 seconden voorsprong op Morrison en Geoff Johnson werd met de Loctite-Yamaha FZR 750 derde.

#### Uitslag Production Class B TT
| Pos | Coureur         | Merk               | Tijd      | Snelheid   |
| --- | --------------- | ------------------ | --------- | ---------- |
| 1   | Steve Hislop    | Honda              | 1:20"38'2 | 112,29 mph |
| 2   | Brian Morrison  | Honda              | 1:20"50'6 | 112,00 mph |
| 3   | Geoff Johnson   | Loctite-Yamaha     | 1:21"19'0 | 111,35 mph |
| 4   | James Whitham   | Heron-Suzuki       | 1:21"40'0 | 110,38 mph |
| 5   | Joey Dunlop     | Shell Gemini-Honda | 1:21"49'4 | 119,66 mph |
| 6   | Nick Jefferies  | Honda              | 1:21"59'8 | 110,43 mph |
| 7   | Kevin Wilson    | Suzuki             | 1:22"05'8 | 110,29 mph |
| 8   | Dave Leach      | Padgett's-Yamaha   | 1:23"10'2 | 108,87 mph |
| 9   | Alan Batson     | Suzuki             | 1:23"14'8 | 108,77 mph |
| 10  | Steve Ward      | Suzuki             | 1:23"16'0 | 108,74 mph |
| 11  | Ian Young       | Suzuki             | 1:23"17'2 | 108,72 mph |
| 12  | Steve Linsdell  | Yamaha             | 1:23"19'2 | 108,67 mph |
| 13  | Bob Heath       | Smart-Honda        | 1:23"51'0 | 107,99 mph |
| 14  | Robert Hayes    | Kawasaki           | 1:23"54'0 | 107,92 mph |
| 15  | Iain Duffus     | Honda              | 1:24"02'4 | 107,74 mph |
| 16  | Mark Farmer     | Suzuki             | 1:24"14'4 | 107,49 mph |
| 17  | Roger Marshall  | Heron-Suzuki       | 1:24"18'2 | 107,41 mph |
| 18  | Howard Selby    | Suzuki             | 1:24"34'4 | 107,06 mph |
| 19  | Richard Rose    | Suzuki             | 1:24"54'8 | 106,64 mph |
| 20  | Malcolm Wheeler | Suzuki             | 1:25"01'6 | 106,49 mph |
| 21  | Chris Fargher   | Suzuki\|           | 1:25"07'6 | 106,37 mph |
| 30  | Barry Woodland  | Suzuki             | 1:26"47'2 | 104,33 mph |
| 52  | Tony Rutter     | Suzuki             | 1:30"02'4 | 100,56 mph |
| DNF | Trevor Nation   | Onbekend           |           |            |
| DNF | Phil Mellor     | Onbekend           |           |            |

### Production Class C TT
De Production Class C TT en de Production Class D TT reden tegelijk.
3 juni, vier ronden (243 km), tweetaktmotoren van 251- tot 400 cc en viertaktmotoren van 401- tot 600 cc.
De terugkeer van Kawasaki leek succesvol te worden toen Roger Hurst het grootste deel van de race aan de leiding lag. Pas in de laatste ronde kwam Brian Morrison met zijn Honda CBR 600 voor het eerst als leider door bij Ballaugh en hij won nipt met slechts drie seconden voorsprong. 

#### Uitslag Production Class C TT
| Pos | Coureur         | Merk               | Tijd      | Snelheid   |
| --- | --------------- | ------------------ | --------- | ---------- |
| 1   | Brian Morrison  | Honda              | 1:23"30'8 | 108,42 mph |
| 2   | Roger Hurst     | Kawasaki           | 1:23"33'8 | 108,36 mph |
| 3   | Steve Hislop    | Honda              | 1:23"55'6 | 107,89 mph |
| 4   | Dave Leach      | Padgett's-Honda    | 1:23"55'8 | 107,88 mph |
| 5   | Steve Ward      | Honda              | 1:24"13'4 | 107,51 mph |
| 6   | Alan Batson     | Honda              | 1:24"44'0 | 106,86 mph |
| 7   | Kevin Mawdsley  | Honda              | 1:24"53'8 | 106,66 mph |
| 8   | Ray Swann       | Kawasaki           | 1:25"04'6 | 106,43 mph |
| 9   | Mike Seward     | Honda              | 1:25"17'0 | 106,17 mph |
| 10  | Nick Jefferies  | Honda              | 1:25"17'2 | 106,17 mph |
| 11  | Joey Dunlop     | Shell Gemini-Honda | 1:25"52'0 | 105,45 mph |
| 12  | Carl Fogarty    | Honda              | 1:25"54'0 | 105,41 mph |
| 13  | Phil Mellor     | Heron-Suzuki       | 1:25"54'6 | 105,40 mph |
| 14  | Bob Jackson     | Honda              | 1:26"02'4 | 105,24 mph |
| 15  | P. Nicholls     | Honda              | 1:26"11'2 | 105,06mph  |
| 16  | Robert Dunlop   | Honda              | 1:26"13'0 | 105,02 mph |
| 17  | Malcolm Wheeler | Kawasaki           | 1:26"15'2 | 104,98 mph |
| 18  | David Dean      | Honda              | 1:26"23'8 | 104,80 mph |
| 19  | Howard Selby    | Kawasaki           | 1:27"12'8 | 103,82 mph |
| 20  | Derek Glass     | Honda              | 1:27"14'6 | 103,79 mph |
| 22  | James Whitham   | Heron-Suzuki       | 1:27"31'0 | 103,46 mph |
| 25  | Ray Knight      | Honda              | 1:27"43'0 | 103,23 mph |
| 27  | Roger Burnett   | Honda              | 1:27"49'0 | 103,11 mph |
| 28  | Steve Linsdell  | Yamaha             | 1:27"57'2 | 102,95 mph |
| 45  | Tony Rutter     | Honda              | 1:32"06'2 | 98,31 mph  |
| DNF | Brian Warburton | Honda              | Val (†)   | Val (†)    |

### Production Class D TT
3 juni, ver ronden (243 km), tweetaktmotoren tot 250 cc en viertaktmotoren tot 400 cc.
Barry Woodland won de Production Class D TT met enig geluk. Bij Greeba Bridge passeerde hij Brian Warburton, die een poging deed om Woodland terug te pakken. Daarbij raakten beide machines elkaar en maakte Warburton een dodelijke val. Woodland ging met een beschadigde machine (stroomlijnkuip en voorrem) door en won alsnog, zestien seconden voor Graeme McGregor, die zijn 250cc-Suzuki pas op de ochtend van de race gekregen had. 

#### Uitslag Production Class D TT
| Pos | Coureur         | Merk                  | Tijd      | Snelheid   |
| --- | --------------- | --------------------- | --------- | ---------- |
| 1   | Barry Woodland  | Loctite-Bimota-Yamaha | 1:28"35'2 | 102,21 mph |
| 2   | Graeme McGregor | Suzuki                | 1:28"51'2 | 101,91 mph |
| 3   | Brian Reid      | Yamaha                | 1:28"55'8 | 101,82 mph |
| 4   | Matt Oxley      | Yamaha                | 1:29"05'8 | 101,63 mph |
| 5   | Eddie Laycock   | Yamaha                | 1:29"15'6 | 101,44 mph |
| 6   | Iain Duffus     | Yamaha                | 1:29"46'8 | 100,85 mph |
| 7   | Colin Bevan     | Yamaha                | 1:30"16'0 | 100,31 mph |
| 8   | Steve Cull      | Heron-Suzuki          | 1:31"05'2 | 99,41 mph  |
| 9   | Neil Tuxworth   | Yamaha                | 1:32"04'8 | 98,34 mph  |
| 10  | Chris Faulkner  | Yamaha                | 1:32"13'4 | 98,18 mph  |
| 11  | Andy Bassett    | Yamaha                | 1:34"37'8 | 95,69 mph  |
| 12  | Ian McMillan    | Yamaha                | 1:34"48'0 | 95,51 mph  |
| 13  | Mick Chatterton | Yamaha                | 1:35"07'4 | 95,19 mph  |
| 14  | Gavin Lee       | Yamaha                | 1:35"08'6 | 95,17 mph  |
| 15  | David Eaves     | Yamaha                | 1:36"48'6 | 93,53 mph  |
| 16  | Jim Rae         | Yamaha                | 1:36"58'4 | 93,37 mph  |
| 17  | Steve Murray    | Yamaha                | 1:37"44'4 | 92,64 mph  |
| 18  | Dave Grigson    | Yamaha                | 1:37"49'4 | 92,56 mph  |
| 19  | Ian Jones       | Honda                 | 1:38"59'4 | 91,47 mph  |
| 20  | Roger Steele    | Yamaha                | 1:39"16'0 | 91,22 mph  |

## Trivia

### Brian Warburton
Brian Warburton was een zeer ervaren rijder op het eiland Man. Hij debuteerde al in 1957 als "newcomer" bij de 350cc-Junior Newcomers-race tijdens de Manx Grand Prix. Hij bleef tot in 1970 in de Manx Grand Prix uitkomen, hoewel hij vanaf 1967 ook af en toe in de Production TT's uitkwam. In het WK-seizoen 1974 scoorde hij zelfs twee WK-punten door tweede te worden in de Lightweight TT, maar in die tijd werd de TT van Man al geboycot door de internationale rijders en was het een Brits onderonsje. In 1976 reed hij zijn laatste Production TT, tot hij in 1988 weer aan de start verscheen bij de Production Class C TT, waarin hij uitviel. Later startte hij in de Production Class C TT vanwege de Interval-start  eerder dan sterkere rijders zoals Barry Woodland. Woodland haalde hem ter hoogte van Appledene in, maar Warburton probeerde dat te herstellen en passeerde Woodland weer. Bij Greeba Bridge botsten ze tegen elkaar, waarbj Warburton viel en overleed. Woodland miste een deel van zijn stroomlijnkuip en een remschijf, die bij de botsing krom geraakt was, maar won de race alsnog. Aanvankelijk werd gemeld dat Warburton 54 jaar oud was, maar dat was niet waar. Warburton had een lagere leeftijd opgegeven omdat men boven de 55 jaar geen startlicentie meer kreeg. In werkelijkheid was hij 57 jaar oud. 

### Norton
Norton keerde voor het eerst sinds 1974 terug met een fabrieksteam, bestaande uit Simon Buckmaster en Trevor Nation, die alleen in de Senior TT startten met de RC 588-wankelmotor. Ze kwamen niet verder dan de 33e en de 44e plaats. 

### Joey Dunlop
Joey Dunlop had de voorpagina's al gehaald omdat hij een gevangenisstraf had gekregen wegens rijden onder invloed. Op borgtocht vrij haalde hij de sportpagina's door drie races te winnen. Uiteindelijk kreeg hij een boete van 250 pond en een rijverbod van anderhalf jaar. Dat gold echter alleen op het eiland Man en voor het besturen van een auto. 
1907 · 1908 · 1909 · 1910 · 1911 · 1912 · 1913 · 1914 · Eerste Wereldoorlog · 1920 · 1921 · 1922 · 1923 · 1924 · 1925 · 1926 · 1927 · 1928 · 1929 · 1930 · 1931 · 1932 · 1933 · 1934 · 1935 · 1936 · 1937 · 1938 · 1939 · Tweede Wereldoorlog · 1947 · 1948 · 1949 · 1950 ·1951 · 1952 · 1953 · 1954 · 1955 · 1956 · 1957 · 1958 · 1959 · 1960 · 1961 · 1962 · 1963 · 1964 · 1965 · 1966 · 1967 · 1968 · 1969 · 1970 · 1971 · 1972 · 1973 · 1974 · 1975 · 1976 · 1977 · 1978 · 1979 · 1980 · 1981 · 1982 · 1983 · 1984 · 1985 · 1986 · 1987 · 1988 · 1989 · 1990 · 1991 · 1992 · 1993 · 1994 · 1995 · 1996 · 1997 · 1998 · 1999 · 2000 · 2002 · 2003 · 2004 · 2005 · 2006 · 2007 · 2008 · 2009 · 2010 · 2011 · 2012 · 2013 · 2014